# Chiesa di Józsefváros
La chiesa di San Giuseppe (in ungherese Szent József-templom) è un luogo di culto situato nel quartiere Józsefváros, a Budapest, nella parte orientale della città, capitale dell'Ungheria. I lavori di costruzione dell'edificio in stile barocco iniziarono nel 1797 e terminarono nel 1814 secondo il progetto di Fidél Kasselik. Alla fine dell'Ottocento furono aggiunti altri elementi alla struttura.
L'altare maggiore, di József Hild, presenta una base su un arco trionfale che incornicia un dipinto di Leopold Kupelweiser, artista austriaco, dal titolo L'apoteosi di San Giuseppe. Vi sono anche due altari laterali tardobarocchi.